# اسماعیل علم‌خواه
اسماعیل عِلم‌خواه (۹ دی ۱۳۱۵ – ۱۳۶۸) وزنه‌بردار سبک‌وزن ایرانی بود. او برندهٔ مدال برنز بازی‌های المپیک تابستانی ۱۹۶۰ در وزن ۵۶ کیلوگرم و نشان نقرهٔ بازی‌های آسیایی ۱۹۵۸ در دستهٔ ۵۲ کیلوگرم مردان شده‌است.
علم‌خواه در رشت به دنیا آمد و در تهران بزرگ شد. او یک خواهر داشت، و در کودکی پدر و مادر خود را از دست داد.
عناوین داخلی وی:
۱) مدال طلای دسته خروس وزن قهرمانی ایران (گرگان، ۱۳۳۸)
عناوین بین‌المللی وی:
۱) رتبه چهارم دسته ۵۶ کیلوگرم (شوروی، ۱۹۵۹)
۲) رتبه پنجم دسته پر وزن (اتریش، ۱۹۶۱)
۳) رتبه پنجم دسته پر وزن (مجارستان، ۱۹۶۲)